# 기묘한 이야기 (미국의 드라마)
《기묘한 이야기》(奇妙한 이야기, 영어: Stranger Things)는 2016년부터 방영된 미국의 SF 공포 드라마이다. 더퍼 형제와 숀 레비 감독이 제작하였으며 넷플릭스에서 공개되었다. 위노나 라이더, 데이비드 하버와 핀 울프하드, 밀리 보비 브라운, 게이튼 매터래조, 케일럽 매클로플린, 나탈리아 다이어, 찰리 히턴 등이 출연한다.

## 줄거리

### 시즌1-Are we really going to the place Will went missing? 2016.7.15
드라마는 1983년 미국 인디애나 주의 가상 마을 호킨스를 배경으로 정체 불명의 존재에 의해 흔적도 없이 사라진 소년의 이야기를 소재로 삼고 있다. 실종된 소년 윌 바이어스를 찾기 위해 사투를 벌이는 가족과 초능력을 가진 미스터리 소녀 일레븐이 등장하고 마을 곳곳에서 기이한 현상들이 목격된다. 드라마에서는 초능력자 일레븐의 도움으로 윌의 실종에 대한 진실을 추적하게 되며, 예상치 못한 정부의 일급기밀 실험이라는 거대한 음모와 마주하게 된다.

### 시즌2-It only gets stranger...... 2017.10.27
실종된 소년 윌 바이어스가 돌아온 1년 후, 인디애나 호킨스 마을에서 벌어진 더욱 기묘해지고 거대한 사건들을 다룬 미스터리 스릴러이다.

### 시즌3 - 2019.7.04
성인이 된 아이들이 최후의 사투를 벌이는 고군분투기가 펼쳐진다, 과연 마지막 희생자는 누가 될 것인가?

### 시즌4 - 2022.5.27
2020년 2월 시즌4 트레일러가 발표된 이후 코로나19 사태로 인해 반년동안 촬영이 미루어졌다가 다시 시작했으며 2022년 5월 27일 에피소드 1 – The Hellfire Club과 그리고 에피소드 2 – Vecna's Curse 이어서 에피소드 3 – The Monster and The Superhero까지 차례대로 방영될 예정이다.

## 에피소드
| 전체 번호 | 시즌 번호 | 제목                                                                    | 감독      | 작가              | 본 공개 날짜    |
| --- | --------- | ----------------------------------------------------------------------- | --------- | ----------------- | --------------- |
| 1 | 1         | "Chapter One: The Vanishing of Will Byers 제1장: 윌 바이어스의 실종"    | 더퍼 형제 | 더퍼 형제         | 2016년 7월 15일 |
| 친구네 집에서 자신의 집으로 돌아가전 중 윌은 무언가 이상한 것을 보게 되고, 윌이 있는 곳에서 가까운 정부의 비밀 실험실에서는 끔찍한 일이 벌어진다.       |           |                                                                         |           |                   |                 |
| 2 | 2         | "Chapter Two: The Weirdo on Maple Street 제2장: 메이플가의 이상한 아이" | 더퍼 형제 | 더퍼 형제         | 2016년 7월 15일 |
| 루카스와 마이크, 더스틴은 숲속에서 한 소녀를 만나고, 호퍼는 조이스에게서 이상한 전화 통화에 대한 이야기를 전해 듣는다.                                  |           |                                                                         |           |                   |                 |
| 3 | 3         | "Chapter Three: Holly, Jolly 제3장: 홀리, 졸리"                         | 션 레비   | 제시카 멕렌버그   | 2016년 7월 15일 |
| 바버라가 걱정된 낸시는 혼자 바버라의 행방을 알아보려다 조나단 역시 그녀와 비슷한 상황임을 알게 되고, 조이스는 윌과 접촉할 방법을 강구한다.              |           |                                                                         |           |                   |                 |
| 4 | 4         | "Chapter Four: The Body 제4장: 시체"                                    | 션 레비   | 저스틴 도블       | 2016년 7월 15일 |
| 윌의 죽음을 인정할 수 없는 조이스는 윌을 찾는 것을 포기하지 않는다. 소년들은 일레븐을 보통 소녀처럼 꾸며 위장하고, 낸시와 조나단은 서로 힘을 합친다.    |           |                                                                         |           |                   |                 |
| 5 | 5         | "Chapter Five: The Flea and the Acrobat 제5장: 벼룩과 곡예사"           | 더퍼 형제 | 앨리슨 태트록     | 2016년 7월 15일 |
| 낸시와 조나단이 윌을 데려간 존재와 대면하는 동안 호퍼는 정부의 비밀 실험실에 잠입한다. 소년들은 클락 선생에게 다른 차원으로 여행하는 방법을 물어본다.   |           |                                                                         |           |                   |                 |
| 6 | 6         | "Chapter Six: The Monster 제6장: 괴물"                                  | 더퍼 형제 | 제시 닉슨로페즈   | 2016년 7월 15일 |
| 낸시가 사라지자 조나단은 그녀를 찾으려 애쓰고, 스티브 또한 낸시를 애타게 찾는다. 호퍼와 조이스는 정부의 비밀 실험에 대한 진실에 다가선다.               |           |                                                                         |           |                   |                 |
| 7 | 7         | "Chapter Seven: The Bathtub 제7장: 욕조"                                | 더퍼 형제 | 저스틴 도블       | 2016년 7월 15일 |
| 일레븐은 윌과 접촉하려 애쓰고, 루카스는 "나쁜 사람들"이 오고 있음을 알아차린다. 낸시와 조나단은 경찰에게 조나단의 카메라에 찍힌 사진을 보여준다.        |           |                                                                         |           |                   |                 |
| 8 | 8         | "Chapter Eight: The Upside Down 제8장: 뒤집힌 곳"                       | 더퍼 형제 | 폴 디처 더퍼 형제 | 2016년 7월 15일 |
| 브레너 박사는 호퍼와 조이스를 감금해 심문하고, 소년들은 일레븐과 함께 학교 체육관에 숨는다. 낸시와 조나단은 윌을 데려간 존재에 맞서 싸울 계획을 세운다. |           |                                                                         |           |                   |                 |

| 전체 번호 | 시즌 번호 | 제목                                                      | 감독          | 작가              | 본 공개 날짜     |
| --- | --------- | --------------------------------------------------------- | ------------- | ----------------- | ---------------- |
| 1 | 1         | "Chapter One: MADMAX 제1장: 매드 맥스"                    | 더퍼 형제     | 더퍼 형제         | 2017년 10월 28일 |
| 핼러윈을 맞는 호킨스 마을. 아이들은 아케이드 게임을 휩쓰는 새로운 강자의 출현에 흥분한다. 그리고 마을 호박밭에는 이상한 질병이 퍼지기 시작한다.                 |           |                                                           |               |                   |                  |
| 2 | 2         | "Chapter Two: Trick or Treat, Freak 제2장: 핼러윈의 괴물" | 더퍼 형제     | 더퍼 형제         | 2017년 10월 28일 |
| 핼러윈 밤에 친구들과 사탕을 받으러 나간 윌. 그에게 끔찍한 환상이 찾아온다. 환상이라기에는 너무도 진짜 같은. 마이크는 가까운 어딘가에서 일레븐의 존재를 느낀다.  |           |                                                           |               |                   |                  |
| 3 | 3         | "Chapter Three: The Pollywog 제3장: 올챙이"               | 션 레비       | 제시카 멕렌버그   | 2017년 10월 28일 |
| 바버라가 걱정된 낸시는 혼자 바버라의 행방을 알아보려다 조나단 역시 그녀와 비슷한 상황임을 알게 되고, 조이스는 윌과 접촉할 방법을 강구한다.                      |           |                                                           |               |                   |                  |
| 4 | 4         | "Chapter Four: Will the Wise 제4장: 현자 윌"              | 션 레비       | 폴 디처           | 2017년 10월 28일 |
| 윌은 엄마에게 자신이 보는 환상에 대해 고백한다. 호퍼와 함께 그 환상의 정체를 파헤치려는 조이스. 일레븐은 지하에 묻혀 있던 자료 사이에서 놀라운 사실을 발견한다. |           |                                                           |               |                   |                  |
| 5 | 5         | "Chapter Five: Dig Dug 제5장: 딕 덕"                      | 앤드류 스탠튼 | 제시 닉슨로페즈   | 2017년 10월 28일 |
| 새로운 아군을 만난 낸시와 조나단. 은신처를 떠난 일레븐은 누군가를 찾아가고, 과거의 진실과 대면한다. 그리고 뜻밖에도 밥이 월이 그려낸 난해한 퍼즐을 풀어낸다.    |           |                                                           |               |                   |                  |
| 6 | 6         | "Chapter Six: The Spy 제6장: 스파이"                      | 앤드류 스탠튼 | 제케이트 트레프리 | 2017년 10월 28일 |
| 그림자 악마는 더욱 강한 힘으로 윌과 연결된다. 어떻게 하면 거기에서 벗어날 수 있을까. 곤란한 상황에 빠진 더스틴은 엉뚱하게도 스티브와 손잡게 된다.               |           |                                                           |               |                   |                  |
| 7 | 7         | "Chapter Seven: The Lost Sister 제7장: 잃어버린 소녀"     | 레베카 토마스 | 저스틴 도블       | 2017년 10월 28일 |
| 환영 속에서 누군가를 보는 일레븐. 그 모습을 따라간 일레븐은 범죄자처럼 보이는 부랑아패거리와 한 소녀를 만난다. 분노로 가득한, 비밀의 과거를 간직한 소녀를.      |           |                                                           |               |                   |                  |
| 8 | 8         | "Chapter Eight: The Mind Flayer 제8장: 마인드 플레이어"   | 더퍼 형제     | 더퍼 형제         | 2017년 10월 28일 |
| 상황이 치명적으로 악화되면서 호킨스 연구소가 패쇄된다. 연구소 안에서 갇힌 윌과 다른 사람들. 그들 앞에 예상하지 못했던 영웅이 나선다.                            |           |                                                           |               |                   |                  |
| 9 | 9         | "Chapter Nine: The Gate 제8장: 문"                        | 더퍼 형제     | 더퍼 형제         | 2017년 10월 28일 |
| 일레븐은 자신이 시작한 일을 끝내고자 계획을 세운다. 윌을 인질로 잡고 있는 사악한 힘. 생존자들은 윌을 구하기 위해 그 힘을 더욱 강하게 압박한다.                  |           |                                                           |               |                   |                  |

| 전체 번호 | 시즌 번호 | 제목                                                                       | 감독            | 작가              | 본 공개 날짜   |
| --- | --------- | -------------------------------------------------------------------------- | --------------- | ----------------- | -------------- |
| 1 | 1         | "Chapter One: Suzie, Do You Copy? 제1장: 무전"                             | 더퍼 형제       | 더퍼 형제         | 2019년 7월 4일 |
| 호킨스의 여름, 새로운 시작과 로맨스의 계절. 하지만 무너가 잘못돼가고 있다. 문득 사악한 기운을 느끼는 윌. 그리고 아무도 없는 어둠 속에서 기이한 바람이 불어온다.    |           |                                                                            |                 |                   |                |
| 2 | 2         | "Chapter Two: The Mall Rats 제2장: 암호"                                   | 더퍼 형제       | 더퍼 형제         | 2019년 7월 4일 |
| 더스틴이 포착한 러시아 통신, 거기엔 어떤 메시지가 숨어있을까. 직접 전화 제보를 확인하러 나선 낸시와 조나단. 빌리는 이상한 환영과 알 수 없는 증상에 시달린다.       |           |                                                                            |                 |                   |                |
| 3 | 3         | "Chapter Three: The Case of the Missing Lifeguard 제3장: 헤더에게 생긴 일" | 션 레비         | 제윌리엄 브리지스 | 2019년 7월 4일 |
| 우연히 빌리를 엿본 일레븐은 그에게서 뭔가 끔찍한 존재를 감지한다. 쇼핑몰에 잠복해 스파이 노릇을 하는 더스틴과 스티브. 조이스는 호퍼를 설득해 연구소를 조사한다.    |           |                                                                            |                 |                   |                |
| 4 | 4         | "Chapter Four: The Sauna Test 제4장: 추적"                                 | 션 레비         | 케이트 트레프리   | 2019년 7월 4일 |
| 일레븐은 분명 문을 닫았다. 하지만 마인드 플레이어는 여전히 여기에 있다. 그의 새로운 숙주는 누구일까. 스티브와 로빈, 더스틴은 조그만 조력자를 끌어들이기로 한다.    |           |                                                                            |                 |                   |                |
| 5 | 5         | "Chapter Five: The Flayed 제5장: 감염자들"                                 | 우타 브리제비츠 | 폴 디히터         | 2019년 7월 4일 |
| 오래된 농가와 쇼핑몰 지하의 비밀. 호킨스 이곳저곳에 음모가 숨어있다. 흩어진 단서들을 따라 마인드 플레이어를 추적하는 일레븐과 친구들. 그가 힘을 모으고 있다.       |           |                                                                            |                 |                   |                |
| 6 | 6         | "Chapter Six: E Pluribus Unum 제6장: 해변의 소년"                          | 우타 브리제비츠 | 커티스 그윈       | 2019년 7월 4일 |
| 러시아인들의 열쇠는 무엇일까. 마인드 플레이어가 아이들을 덮치고, 스티브와 로빈은 러시아인들에게 붙잡힌다. 일레븐은 근원지를 찾아 빌리의 기억 속으로 들어간다.      |           |                                                                            |                 |                   |                |
| 7 | 7         | "Chapter Seven: The Bite 제7장: 일레븐의 상처"                             | 더퍼 형제       | 더퍼 형제         | 2019년 7월 4일 |
| 아이들이 어디 있는지, 마인드 플레이어는 알고 있다. 필사적으로 싸우는 일레븐과 친구들. 쇼핑몰에 갇혀 러시아인들에게 쫓기던 더스틴은 무전으로 친구들을 찾는다.       |           |                                                                            |                 |                   |                |
| 8 | 8         | "Chapter Eight: The Battle of Starcourt 제8장: 스타코트 전투"              | 더퍼 형제       | 더퍼 형제         | 2019년 7월 4일 |
| 일레븐을 노리는 마인드 플레이어. 스타코트를 몰이 거대한 어둠과 공포에 뒤덮인다. 그 아래, 비밀 기지에서는 조이스와 호퍼가 열쇠를 찾아 러시아인들과 추격전을 벌인다. |           |                                                                            |                 |                   |                |

| 전체 번호 | 시즌 번호 | 제목                                                                     | 감독        | 작가                | 본 공개 날짜    |
| --- | --------- | ------------------------------------------------------------------------ | ----------- | ------------------- | --------------- |
| 1 | 1         | "Chapter One: The Hellfire Club 제1장: 그들의 클럽"                      | 더퍼 형제   | 더퍼 형제           | 2022년 5월 27일 |
| 새 학교로 전학 간 엘. 친구들에게 괴롭힘을 당하지만, 반격할 수가 없다. 조이스는 정체불명의 택배를 받아들고, 호킨스에서는 초짜 플레이어가 D&D 토너먼트를 뒤흔든다. |           |                                                                          |             |                     |                 |
| 2 | 2         | "Chapter Two: Vecna's Curse 제2장: 저주"                                 | 더퍼 형제   | 더퍼 형제           | 2022년 5월 27일 |
| 마이크가 캘리포니아로 간다 호킨스에선 참혹한 시체가 모두를 충격에 빠뜨리고, 낸시는 단서를 찾고자 애쓴다. 겁먹은 에디는 친구들에게 자신이 목격한 일을 털어놓는다. |           |                                                                          |             |                     |                 |
| 3 | 3         | "Chapter Three: The Monster And The Superhero 제3장: 괴물과 슈퍼히어로"  | 션 레비     | 케이틀린 슈나이더한 | 2022년 5월 27일 |
| 알래스카로 향하는 머레이와 조이스. 엘은 행동에 대한 책임을 마주한다. 로빈과 낸시는 호킨스를 위협하는 존재를 파헤치고, 오언스 박사는 소름 끼치는 소식을 전한다.   |           |                                                                          |             |                     |                 |
| 4 | 4         | "Chapter Four: Dear Billy 제4장: 빌리에게"                               | 션 레비     | 폴 디히터           | 2022년 5월 27일 |
| 시간이 속절없이 흘러가는 상황. 맥스가 심각한 위험에 처한다. 펜허스트 정신병원의 환자에게 방문객이 찾아오고, 러시아 어딘가에 있는 호퍼는 무언가에 사력을 쏟는다.  |           |                                                                          |             |                     |                 |
| 5 | 5         | "Chapter Five: Nina Project 제5장: 니나 프로젝트"                        | 님로드 안탈 | 케이트 트레프리     | 2022년 5월 27일 |
| 엘을 네바다로 데려간 오언스 박사. 그곳에서 엘은 과거와 다시 마주한다. 그 사이, 단서를 찾아 폐가를 뒤지는 호킨스 팀. 베크나는 또 한 명의 희생자를 만든다.         |           |                                                                          |             |                     |                 |
| 6 | 6         | "Chapter Six: The Dive 제6장: 더욱 깊은 곳으로"                          | 님로드 안탈 | 커티스 그윈         | 2022년 5월 27일 |
| 철의 장막 뒤에서 위험천만한 구출 작전이 시작됐다. 캘리포니아 팀은 해커에게 도움을 요청하고, 스티브는 모두를 위해 목숨을 건 결정을 내린다.                        |           |                                                                          |             |                     |                 |
| 7 | 7         | "Chapter Seven: The Massacre At Hawkins Lab 제7장: 호킨스 연구소의 학살" | 더퍼 형제   | 더퍼 형제           | 2022년 5월 27일 |
| 괴물과 싸울 준비를 하는 하퍼. 더스틴은 베크나의 동기를 분석하고, 저 너머에서 온 메시지까지 해독한다. 한편, 오래전 기억을 통해 힘을 회복하는 엘.                  |           |                                                                          |             |                     |                 |
| 8 | 8         | "Chapter Eight: Papa 제8장: 파파"                                        | 더퍼 형제   | 더퍼 형제           | 2022년 7월 1일  |
| 9 | 9         | "Chapter Nine: The Piggyback 제8장: 어둠 속으로"                         | 더퍼 형제   | 더퍼 형제           | 2022년 7월 1일  |

## 캐스트
- 조이스 바이어스 역 : 위노나 라이더 Winona Ryder 윌 바이어스, 조나단 바이어스의 엄마.
- 짐 호퍼 역 : 데이비드 하버 David Harbour 호킨스 시 경찰서장.
- 일레븐(엘 El)(제인 호퍼) 역 : 밀리 보비 브라운 Millie Bobby Brown 짐 호퍼의 양녀. 마이크의 여자친구.
- 마이클(마이크) 윌러 역 : 핀 울프하드 Finn Wolfhard 엘의 남자친구. 윌, 루카스, 더스틴의 절친.
- 더스틴 헨더슨 역 : 게이튼 매터래조 Gaten Matarazzo 수지의 남자친구. 마이크, 윌, 루카스의 절친.
- 루카스 싱클레어 역 : 케일럽 매클로플린 Caleb Mclaughlin 맥스의 남자친구. 마이크, 윌, 더스틴의 절친.
- 낸시 윌러 역 : 나탈리아 다이어 Natalia Dyer 마이크의 누나  조나단의 여자친구. 스티브의 전 여자친구.
- 조나단 바이어스 역 : 찰리 히턴 Charlie r. Heaton 윌 바이어스의 형. 낸시의 남자친구.
- 윌 바이어스 역 : 노아 슈냅 Noah Schnapp 조나단 바이어스의 동생. 마이크, 더스틴, 루카스의 절친.
- 카렌 윌러 역 : 카라 부오노 마이크 윌러, 낸시 윌러의 엄마.
- 마틴 브레너 역 : 매슈 모딘 미 정부소속 호킨스 연구소의 브래너 박사. 뒤집힌 세계(Upside down)로 가는 문을 열었다.
- 맥스 메이필드 역: 세이디 싱크 Sadie Sink 빌리 하그로브의 배다른 여동생. 루카스의 여자친구. 시즌4에서 죽임을 당한다.
- 빌리 하그로브 역: 데이커 몽고메리 Dacre Montgomery 맥스 메이필드의 배다른 오빠. 시즌3에서 마인드 플레이어에게 죽임을 당한다.
- 스티브 해링턴 역: 조 키어리 Joe keery 낸시 윌러의 전 남자친구. 시즌3에서 로빈 버클리와 친해지게 된다.
- 로빈 버클리 역: 마야 호크 Maya Hawke 스티브 해링턴과 스타코트 쇼핑몰의 Scoops AHOY 아이스크림 가게에서 일하다가 시즌4에서는 스티브해링턴과 함께 비디오 게임상점에서 일하게돤다. 시즌3에서 스티브 해링턴과 친해지게 된다.
- 에리카 싱클레어 역: 프리야 퍼거슨 Priah ferguson 루카스의 여동생. 시즌3에서 팬들에게 Sassy Queen Erica라는 별명을 얻는다. 공산주의 보다 자본주의를 선호하며, 애국심이 뛰어나다. 시즌3에서 "You can't spell America without Erica","Child endangerment!","Free icecream for life!", "Bunch of Nerds"등의 대사가 유명하다.